# Walter Riedschy
Walter Riedschy (* 16. April 1925 in Rohrbach (St. Ingbert); † 5. April 2011) war ein deutscher Fußballspieler, der für die saarländische Nationalmannschaft aktiv war.

## Karriere
Er spielte von 1952 bis 1959 beim SV Saar 05 Saarbrücken. Zudem wurde er am 1. Mai 1955 in einem Freundschaftsspiel in Lissabon gegen die Reserve der portugiesischen Nationalmannschaft eingesetzt; das Spiel wurde mit 6:1 verloren.